# Zhang Juzheng
Zhang Juzheng (en chino tradicional, 張居正; pinyin, Zhāng Jūzhèng; 1525-1582), nombre de cortesía Shuda (en chino tradicional, 叔大; pinyin, Shūdà), seudónimo Taiyue (en chino tradicional, 太岳; pinyin, Tàiyuè), fue un político chino que se desempeñó como Gran Secretario (en chino tradicional, 首輔; pinyin, Shǒufǔ) a finales de la dinastía Ming durante los reinados de los emperadores Longqing y Wanli. Representó lo que podría denominarse el "nuevo Legalismo", con el objetivo de garantizar que la nobleza trabajara para el estado. Aludiendo a las evaluaciones de desempeño, dijo "Todos hablan de responsabilidad real, pero sin un sistema claro de recompensas y castigos, ¿quién va a arriesgar la vida y las penurias por el país?" Uno de sus principales objetivos era reformar a la nobleza y racionalizar la burocracia junto con su rival político Gao Gong, a quien le preocupaba que las oficinas proporcionaran ingresos con poca responsabilidad. Tomando al Emperador Hongwu como su estándar y gobernando como primer ministro de facto, el verdadero significado histórico de Zhang proviene de su centralización de las reformas existentes, colocando la agencia reformadora del estado sobre la de la nobleza - la idea "legalista" de la soberanía de la estado.
El Emperador Wanli respetaba profundamente a Zhang como mentor y ministro valioso. Durante los primeros diez años de la era Wanli, la economía y el poder militar de la dinastía Ming prosperaron de una manera nunca vista desde el Emperador Yongle y el gobierno de Ren y Xuan de 1402 a 1435. Sin embargo, después de la muerte de Zhang, el Emperador Wanli se sintió libre de actuar de forma independiente y revirtió muchas de las mejoras administrativas de Zhang. 

## Vida y carrera
Zhang Juzheng nació en el condado de Jiangling, en la actual Jingzhou, provincia de Hubei, en 1525, y fue conocido por su inteligencia a una edad temprana, pasando los exámenes del condado de shengyuan a la edad de 12 años, inscribiéndose para los exámenes provinciales de juren el próximo año. Finalmente, en 1547, aprobó el examen imperial y fue nombrado editor en la Academia Hanlin. 
Zhang se vio envuelto en una profunda agitación política desde el comienzo de su carrera, debido al fraccionalismo prevaleciente en la burocracia Ming en ese momento. Fue uno de los pocos funcionarios que tuvo relaciones cordiales con Yan Song y Xu Jie, los líderes de las respectivas facciones, pero finalmente ayudó a Xu a derrocar a Yan Song. Posteriormente, bajo el patrocinio de Xu, Zhang se convirtió en Secretario Privado en 1567, viviendo más tiempo que Xu y compartiendo el poder con su rival político Gao Gong. En 1572, poco después de la ascensión del emperador Wanli, Gao fue expulsado de su cargo por Zhang y su aliado, el eunuco Feng Bao, acusado de haber cuestionado la capacidad del niño emperador para gobernar. Esto dejó a Zhang como el único Gran Secretario, controlando de hecho toda la burocracia Ming durante los primeros diez años de la era Wanli. 

### Como Gran Secretario Jefe

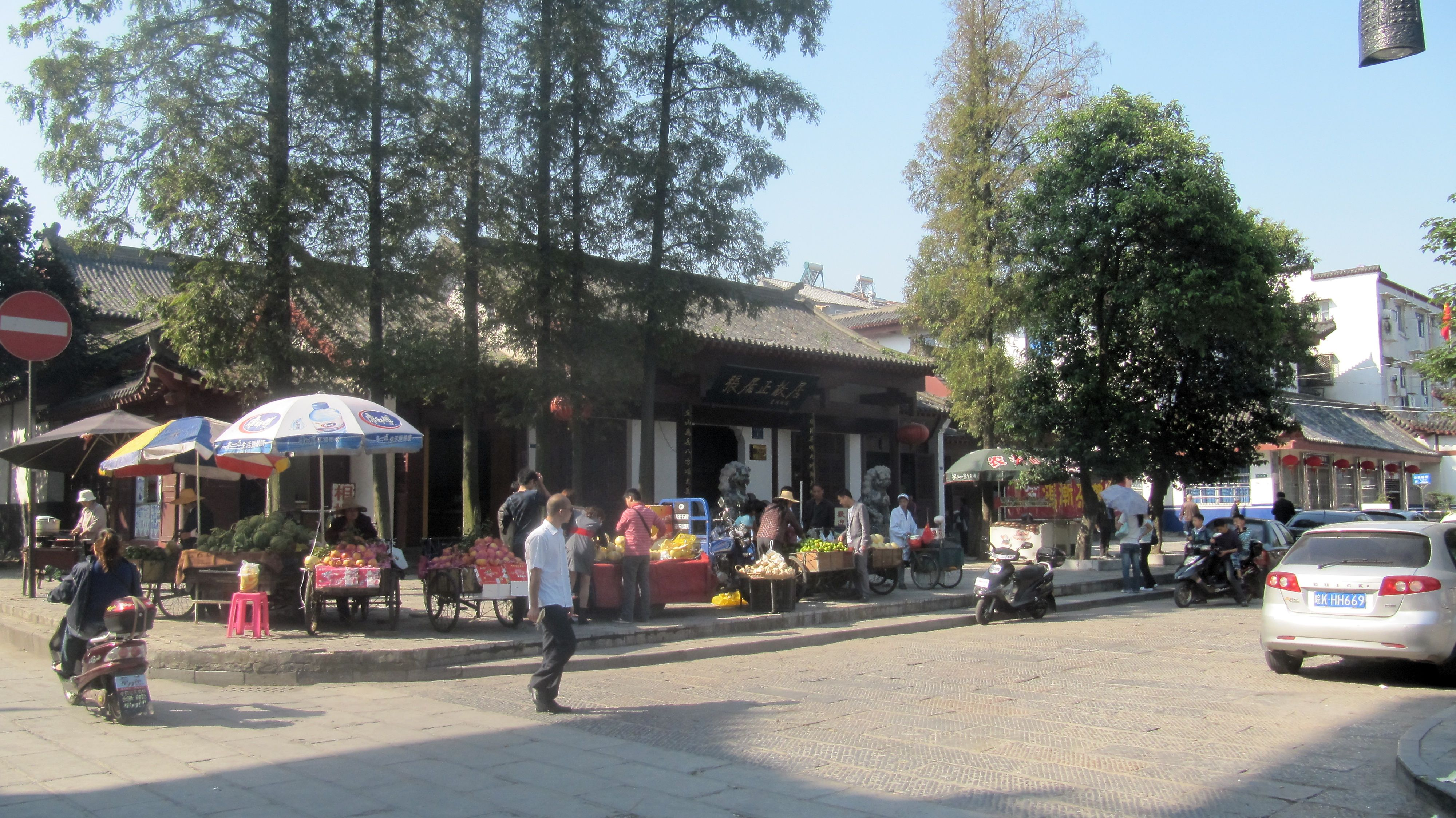
Antigua residencia de Zhang Juzheng en Jingzhou, Hubei

Las reformas de Zhang consistieron principalmente en medidas fiscales para abordar la persistente escasez de ingresos que plagaba al gobierno. Al mismo tiempo, se instituyeron leyes a partir de 1573 para reforzar el control y la evaluación de los funcionarios, en un intento de restaurar la disciplina en una burocracia cada vez más corrupta. Otras medidas importantes incluyeron la reducción a gran escala de funcionarios para lograr ahorros, así como los esfuerzos para recuperar tierras exentas de impuestos y ampliar la base de ingresos. En 1580 se instituyó la ley del látigo único, que conmutaba todos los impuestos y obligaciones laborales en pagos de plata, mientras que también se ordenó un estudio de la tierra en todo el imperio. 
En asuntos militares, Zhang promovió y apoyó a generales competentes como Qi Jiguang para fortalecer las fronteras del norte del imperio. 
Zhang también jugó un papel muy importante como mentor y regente durante los primeros años del reinado del Emperador Wanli. Influyó fuertemente y guio al emperador durante su adolescencia. Sin embargo, la educación estricta que impuso al emperador también despertó resentimiento. Mientras que sus intentos de centralizar el gobierno y mejorar sus finanzas afectaron los intereses de grandes sectores de la burocracia, dio lugar a frecuentes controversias. Un ejemplo de esto fue la muerte del padre de Zhang en 1577; normalmente, esto habría obligado a Zhang a entrar en duelo filial y dejar su puesto, pero Zhang solicitó permanecer en el cargo y fue retenido por el emperador. En la disputa posterior sobre la idoneidad de las acciones de Zhang, varios funcionarios de la oposición fueron castigados con azotes, lo que solo aumentó la impresión de la naturaleza dominante de Zhang. 
Las políticas fiscales de Zhang solo tuvieron un éxito desigual, debido a la resistencia institucional a sus reformas. Si bien la situación fiscal del gobierno imperial mejoró mucho y las arcas se rellenaron con plata, la mayoría de las reformas que instituyó no lograron sus objetivos, como el estudio de la tierra en todo el imperio, o fueron rápidamente descartadas después de su muerte en 1582. Al mismo tiempo, su lujoso estilo de vida, que incluía comidas con más de cien platos y un palanquín llevado por 32 hombres, lo expuso a cargos de hipocresía incluso cuando impuso medidas de austeridad al resto de la burocracia. 
Después de su muerte, los oponentes políticos de Zhang rápidamente lo acusaron a él y a Feng Bao de varios cargos importantes, que incluyen corrupción, malversación y faccionalismo. Como resultado, su familia fue purgada y su riqueza y patrimonio confiscados por orden del Emperador Wanli, mientras que varios de sus aliados políticos se vieron obligados a retirarse. La reputación de Zhang solo se rehabilitaría más de medio siglo después, justo antes de la caída de la dinastía Ming. 

## Comentario de Zhang sobre los "Cuatro libros"
En 1573, Zhang presentó al emperador Wanli un comentario sobre los Cuatro Libros del canon confuciano, titulado "Comentario coloquial sobre los Cuatro libros (en chino tradicional, 四书直解; pinyin, Sì Shū Zhíjie)". Se publicó en algún momento entre 1573 y 1584. El libro no fue destruido durante la desgracia póstuma de Zhang, e incluso disfrutó de cierto renombre entre los literatos chinos casi un siglo después, durante las primeras décadas de la dinastía Qing, cuando varias ediciones de ella apareció entre 1651 y 1683.
En la evaluación de los estudiosos modernos (p. Ej. DE Mungello), el comentario de Zhang no fue, en su contenido y significado, tan diferente del comentario escrito por el neoconfucianista Zhu Xi. Los jesuitas rechazaron el neoconfucianismo pero encontraron el libro de Zhang más en consonancia con su visión de la enseñanza de Confucio. Como resultado, hay numerosas referencias al trabajo de Zhang en Confucius Sinarum philosophus, la traducción latina pionera y el comentario de los clásicos confucianos, que había sido creado gradualmente por un gran grupo de jesuitas durante varias décadas y publicado en París en 1687.

## Literatura
Zhang Juzheng (Chang Chü-cheng) es un personaje importante en 1587, un año sin importancia, de Ray Huang, un libro documental sobre el período. 